# Munții Teton
Munții Teton (conform, Teton Range) este un lanț muntos situat în flacul de est al masivului montan Rocky Mountains. Lanțul muntos se întinde pe direcția nord-sud având o lungime de circa 100 de km, situându-se în ambele comitate Teton, atât cel din Wyoming, Teton, Wyoming (cea mai mare parte a sa), cât și în cel din Idaho, Teton, Idaho. Cea mai mare parte a sa se află în cadrul Parcului Național Grand-Teton.
Vârfurile cele mai înalte sunt „Grand Teton” cu altitudinea de 4.198 m deasupra n.m. și „Mount Moran” cu 3.842 m. Acest lanț muntos are vâsta geologică cea mai mică din cadrul lui Rocky Mountains. Ei fac trecerea bruscă de la masivul Munților Stâncoși (Rocky Mountains) și regiunea de prerie a câmpiei Great Plains. Numele munților este dat după forma lor, care provine din termenul francez „téton” ce înseamnă „sfârc de sân”.

## Geologie
Structura petrografică a munților este compusă din roci metamorfice, gneisuri, care au luat naștere în perioadele geologice din roci sedimentare. In crăpături în urma activității vulcanice s-a infiltrat ulterior magmă luând naștere filoane de granit. Regiunea munților Teton fiind supuse unor mișcări tectonice intensive. Deși cea mai mare parte a munților se află pe teritoriul protejat al Parcului Național Grand-Teton, în partea de sud a lanțului muntos sunt stațiuni montane și numeroase pârtii de schi.